# 山梨県道710号青木ヶ原船津線

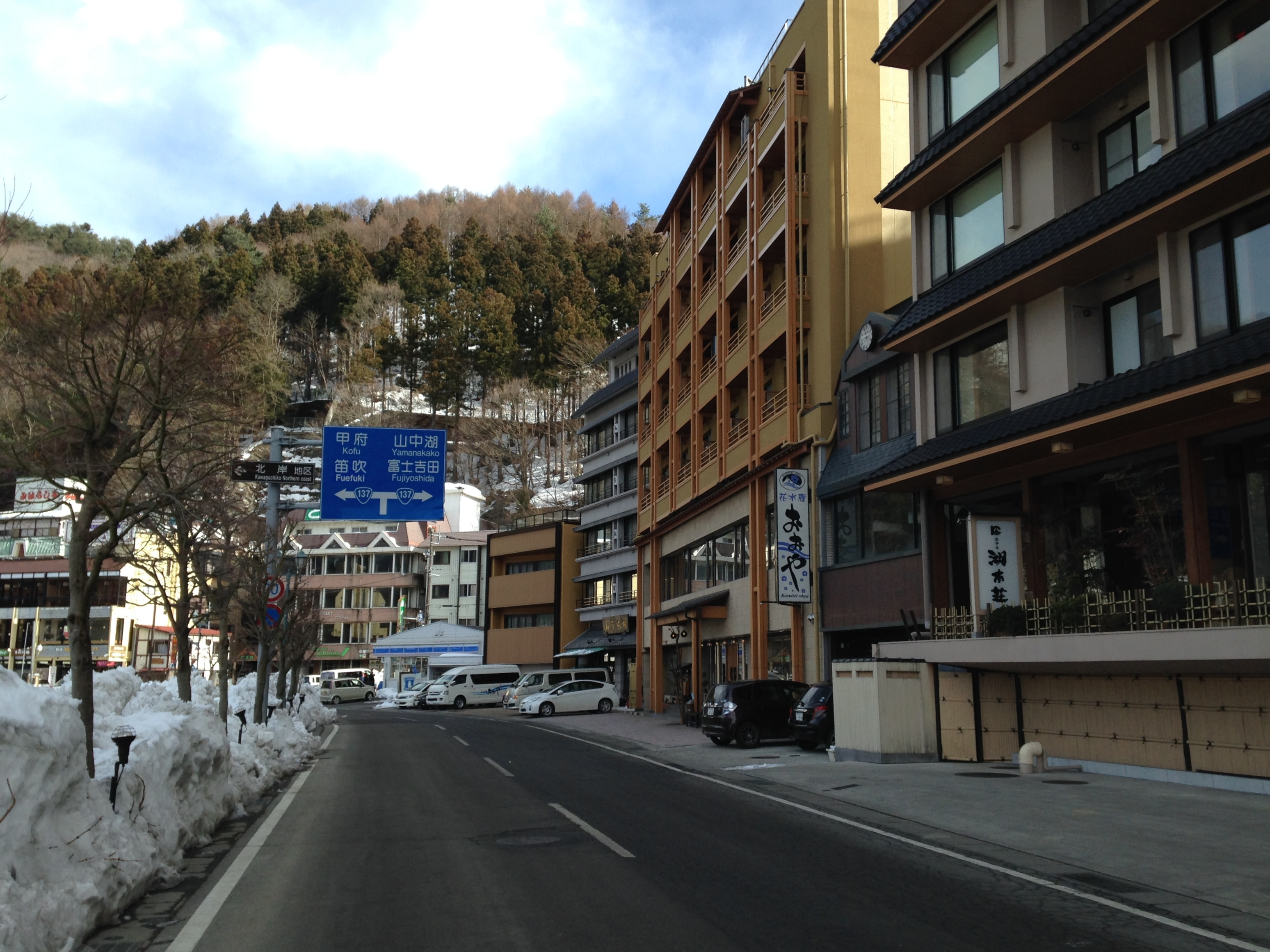
終点付近

山梨県道710号青木ヶ原船津線（やまなしけんどう710ごう あおきがはらふなつせん）は、山梨県南都留郡富士河口湖町を起点・終点とする一般県道である。

## 概要

### 路線データ
- 起点：山梨県南都留郡富士河口湖町青木ヶ原（国道139号交点）
- 終点：山梨県南都留郡富士河口湖町船津（国道137号交点）

## 通過する自治体
- 山梨県南都留郡富士河口湖町

## 交差・接続する道路
- 国道139号
- 山梨県道21号河口湖精進線 ※一部重複
- 山梨県道707号富士河口湖富士線
- 国道137号

## 周辺
- 西湖
- 富士河口湖町立西浜中学校
- 富士河口湖町立西浜小学校
- 富士河口湖町役場 足和田出張所
- 西浜簡易郵便局
- 富士御室浅間神社
- 山梨宝石博物館